# Codeçoso
Codeçoso ist eine Gemeinde (Freguesia) im portugiesischen Kreis Celorico de Basto. In ihr leben 388 Einwohner (Stand 19. April 2021).